# Korzo (Subotica)
Korzo (v srbské cyrilici Корзо, maďarsky Korzó) je název pro ulici v centru města Subotica v srbské autonomní oblasti Vojvodina. Dlouhá je 300 m a vede západo-východním směrem; spojuje Náměstí svobody (srbsky Trg slobode) s parkem Ference Rajchla. Je přirozenou spojnicí od hlavního nádraží k hlavnímu náměstí. Ulice má podobu pěší zóny.
Historicky v místě dnešní ulice vedla cesta směrem do Segedína (později byla hlavní komunikace přeložena mimo střed města. Do roku 1980 byla pojmenována podle Borisu Kidričovi a ještě předtím (za Rakousko-Uherska po Lajosovi Kossuthovi.